# Super patri solio
Super patri solio est une bulle pontificale fulminée par le pape Boniface VIII en 1303.

Armoiries de Boniface VIII

Par cette bulle, le pape prononce une sentence d'excommunication contre Philippe le Bel. Pour en empêcher la publication, Guillaume de Nogaret organise le coup de main connu sous l'appellation d'attentat d'Anagni.